# Línea de alta velocidad Olmedo-Zamora-Orense-Santiago de Compostela
La Línea de Alta Velocidad Olmedo-Zamora-Orense-Santiago de Compostela, denominada en ocasiones línea de alta velocidad a Galicia es una línea de alta velocidad que conecta ferroviariamente la comunidad autónoma de Galicia con el resto de la España peninsular, siguiendo en parte el corredor de la línea convencional Zamora-La Coruña. Parte del punto kilométrico 133,884 de la línea de alta velocidad Madrid-Segovia-Valladolid en la localidad de Olmedo y finaliza tras 415,759 km en Santiago de Compostela. 
Conecta con las líneas ferroviarias gallegas en las estaciones de Orense y Santiago y tiene continuidad a La Coruña y Vigo a través del Eje atlántico de alta velocidad. Para facilitar la explotación de trenes que continúan por vía convencional, la línea tiene actualmente un ancho de vía ibérico de 1668 mm entre Orense y Santiago, igual que el Eje Atlántico. Está prevista en un futuro su conversión  al ancho estándar o europeo de 1435 mm, como el resto de las líneas de alta velocidad españolas.
El trazado está adaptado a las exigencias de interoperabilidad de la Unión Europea. Cuenta con doble vía electrificada a 25 kV y una velocidad máxima de 350 km/h. Forma parte del Corredor Atlántico de la Red Transeuropea de Transporte.

## Historia

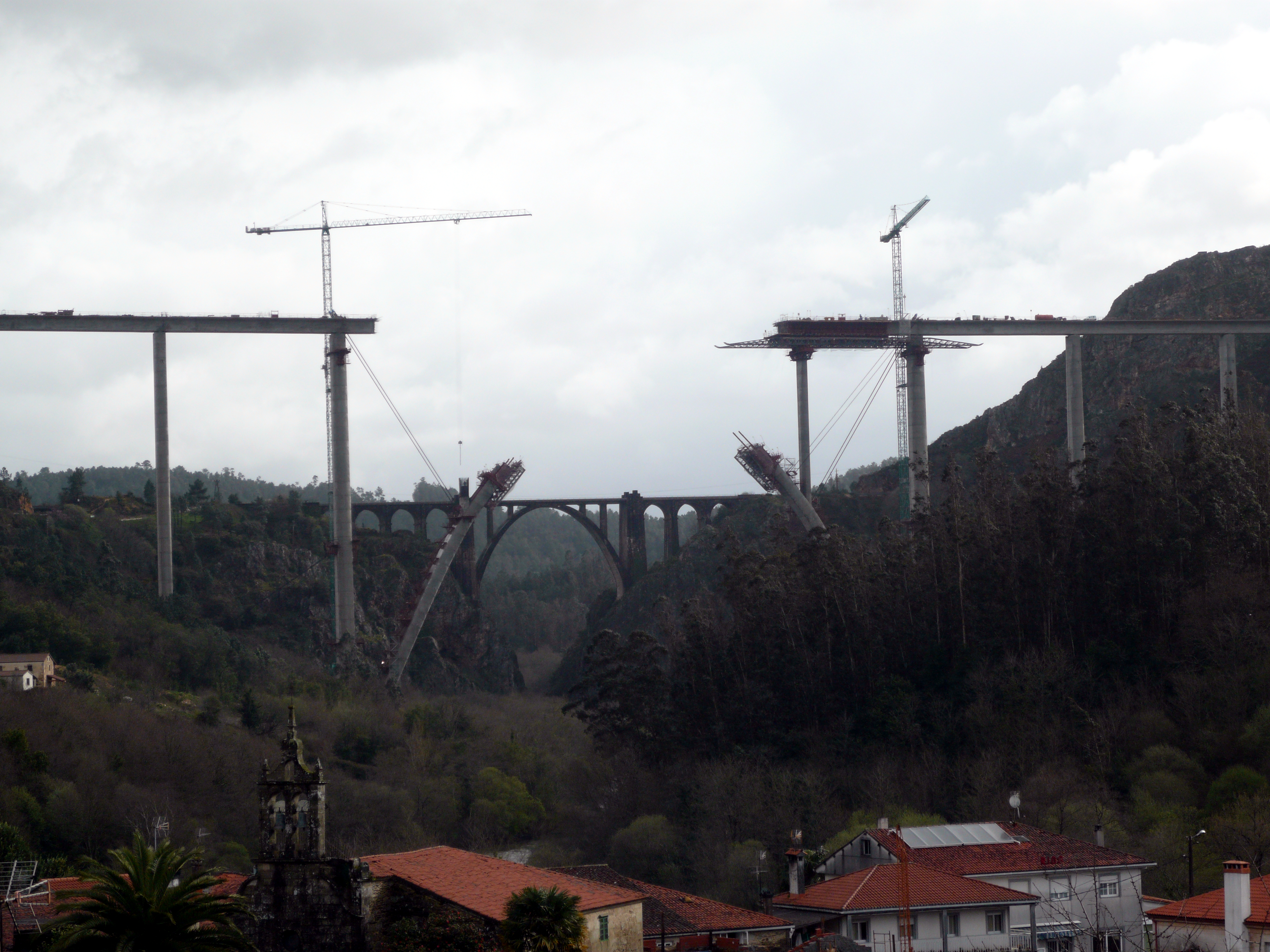
Construcción del viaducto del río Ulla, en el tramo Orense-Santiago de Compostela

En 1986 el Gobierno de Felipe González, con el gallego Abel Caballero al frente del Ministerio de Transportes, diseña el Plan de Transporte Ferroviario, aprobado el 30 de abril de 1987, con objetivo en el año 2000. En esta primera versión no se prevén inversiones ferroviarias para las principales ciudades de Galicia. Para reducir los tiempos de viaje, se diseña una línea de alta velocidad de Madrid a León pasando por Valladolid, con velocidad máxima de 250 km/h. Desde León hasta Monforte de Lemos se planea una reforma de la línea existente para aumentar su velocidad hasta los 160 km/h. Se prevé otra reforma, en este caso de la línea entre Medina del Campo y Zamora, a 160 km/h.[cita requerida]
En plena crisis económica de 1993 el Gobierno recorta los planes para la línea a Galicia y limita el proyecto de línea de alta velocidad al tramo Madrid-Valladolid. Descarta construir a largo plazo el tramo de alta velocidad entre Valladolid y León, sustituyéndolo por una reforma para alcanzar los 160 km/h en ese tramo. Los tramos Monforte-Vigo y Orense-La Coruña sólo serían objeto de actuaciones complementarias.[cita requerida]
Al terminar el anterior plan ferroviario en el año 2000, el gobierno de José María Aznar lanza un nuevo y ambicioso plan para llevar la alta velocidad a todas las regiones de la Península, de tal forma que ninguna capital de provincia quede a más de cuatro horas de Madrid. Las modernizaciones a 160 km/h del plan anterior son eliminadas y se proyecta una nueva línea de alta velocidad a Galicia a 300 km/h en todo su recorrido, pero no por León, sino mediante un trazado más directo por Zamora, que en estos momentos está en obras. Desde Orense, se proyectan tres ramales de alta velocidad: hacia Lugo, Santiago de Compostela y Vigo. Este último no seguiría el curso del Miño como hace la línea convencional, sino usando el trazado de la autovía.[cita requerida]
A partir de 2005 el gobierno de José Luis Rodríguez Zapatero define con exactitud los trazados y usos de las líneas de alta velocidad gallegas. El trayecto entre Olmedo y Santiago sería exclusivo de pasajeros, como también lo sería una solución distinta para conectar Orense y Vigo, la variante de Cerdedo. Este by-pass de 54 km entre Orense y Pontevedra daría servicio a esta ciudad, además de a Vigo, sin que el tren tenga que cambiar de sentido como ocurre en la actualidad. Dicha línea está en fase de declaración de impacto ambiental y permitiría acortar los tiempos entre Orense y Vigo, pues sin ella y teniendo que dar un rodeo por Santiago, el tren no sería competitivo contra la carretera. El resto de las líneas proyectadas serían mixtas, para tráfico de pasajeros y mercancías.[cita requerida]
En 2011 se pone en servicio en ancho ibérico el tramo Orense-Santiago, junto con el tramo Santiago-La Coruña del Eje Atlántico. A partir de 2012 circulan trenes híbridos Alvia 730 entre Madrid y Galicia, capaces de circular por las líneas de alta velocidad y las estándar no electrificadas sin cambiar de locomotora, a diferencia del Talgo existente hasta entonces. En 2015 entra en servicio el eje atlántico hasta Vigo y el tramo de alta velocidad Olmedo-Zamora, reduciendo los tiempos de viaje.[cita requerida] En octubre de 2020 se inaugura el tramo de Zamora a Pedralba de la Pradería, entrando en servicio la estación de Sanabria AV.
Finalmente el 21 de diciembre de 2021 se inauguró el tramo entre Pedralba y Taboadela, a escasos kilómetros de Orense. El tramo de Taboadela a Orense consiste en la actual vía convencional adaptada al triple hilo a lo largo de 17 km hasta finalizar en dos vías con topera en la estación de Orense, cuya playa de vías ya ha sido remodelada. No obstante, está prevista la construcción de una variante exterior en los alrededores de Orense conectando la bifurcación del cambiador de Taboadela al inicio del tramo Orense-Santiago, que será cambiado a ancho internacional para llevar el AVE hasta Santiago de Compostela.
En 2024 se aprobó la construcción de un desvío o baipás cerca de Olmedo para conectar esta línea con la Línea de alta velocidad Madrid-Segovia-Valladolid por 40 millones de euros con previsión de estar terminado a mediados de 2026.

### Accidente ferroviario en 2013
El 24 de julio de 2013 un tren Alvia que viajaba de Madrid a Ferrol descarriló en la curva A Grandeira de Angrois, a unos tres kilómetros de la estación de Santiago de Compostela. De las 224 personas que viajaban a bordo —218 pasajeros y seis tripulantes—, 144 resultaron heridas y 80 fallecieron. Es uno de los accidentes ferroviarios más graves de España, solo superado por la catástrofe de Torre del Bierzo (León), ocurrida en 1944.[cita requerida]

## Instalaciones y puntos kilométricos

### Tramo Olmedo-Taboadela
| Punto kilométrico | Instalación |
| 133,884           | Bifurcación Medina (antigua Bifurcación Galicia Sur, línea Madrid Chamartín-Nudo de Venta de Baños)                                                                      |
| 134,838           | Desvío B8 Olmedo AV (solo en vía izquierda: bifurcación hacia Base de Mantenimiento de Olmedo en ancho estándar)                                                         |
| 137,196           | Antiguo desvío B4 Olmedo AV hacia la vía de ancho mixto y el cambiador de Medina del Campo, dual TCRS2 Talgo y CAF (solo en vía de la derecha, actualmente es plena vía) |
| 144,473           | PCA Pozal de Gallinas y Futura Bifurcación Valladolid (incorporación desde Valladolid)                                                                                   |
| 155,458           | Estación Medina del Campo AV (bifurcación hacia el Cambiador de Medina AV, solo CAF, hacia Salamanca) (inicio vía única: 67,782 km; hasta aquí: 21,574 km de vía doble)  |
| 179,686           | PCA Siete Iglesias de Trabancos |
| 181,075           | Futuro PB de Nava del Rey |
| 203,392           | Semi-PAET Toro AV (una vía general y otra vía de apartado) |
| 223,240           | PB Coreses (inicio vía doble: 9,223 km) |
| 232,463           | Estación de Zamora |
| 232,909           | Transición vía doble a vía única (Inicio vía única: 10,539 km) |
| 235,400           | Bifurcación Valorio, vía izquierda ancho ibérico, vía derecha ancho estándar                                                                                             |
| 241,074           | Bifurcación Base de Mantenimiento La Hiniesta |
| 241,089           | La Hiniesta AV |
| 243,448           | Bifurcación Los Conforcos (Inicio vía doble: 96,296 km) Transición doble-vía única                                                                                       |
| 249,434           | Futuro PBA de Montamarta |
| 259,436           | PCA Perilla de Castro |
| 275,070           | PAET de Tábara |
| 287,905           | PCA Ferreras |
| 299,571           | PBA Otero de Bodas |
| 311,431           | PCA Mombuey |
| 322,676           | PCA Cernadilla |
| 333,588           | Estación de Sanabria AV |
| 339,744           | Transición doble-vía única (inicio vía única: 35,315 km) |
| 340,444           | Bifurcación Pedralba AV |
| 343,844           | Cambiador de Pedralba (Talgo y CAF) En desuso |
| 348,600           | Inicio Doble Plataforma |
| 350,137           | PCA Ubilleiros |
| 362,804           | PCA Leria |
| 375,059           | PBA Villavella (futuro PAET) (inicio vía doble: 71,359 km) |
| 375,059           | Bifurcación Base de Mantenimiento Villavella |
| 382,613           | Estación de La Gudiña-Porta de Galicia |
| 399,350           | PCA Campobecerros (futuro PAET) |
| 415,213           | PCA Portos |
| 425,262           | Fin Doble Plataforma |
| 429,854           | PAET Meamán |
| 445,698           | PBA Taboadela AV |
| 446,098           | Bifurcación Cambiador Taboadela |
| 446,234           | Fin vía doble LAV Cambiador Taboadela |
| 446,710           | Topera LAV |
| PAET:             | Puesto de adelantamiento y estacionamiento de trenes (con andenes) |
| PBA:              | Puesto de banalización (donde se puede cambiar la vía de circulación) |
| PCA:              | Puesto de Cantonamiento Automático (edificio técnico para el bloqueo) |

Fuentes: Consignas A 2920, 3080 y 2409 de ADIF
Fuentes: Consigna 2993 del 04/02/2020 ADIF

### Tramo Taboadela-Orense convencional (ancho mixto)
| Punto kilométrico | Instalación                     |
| 446,098           | Ramal Cambiador Taboadela       |
| 446,547           | Cambiador de Taboadela          |
| 447,072           | Bifurcación ancho ancho ibérico |
| 448,539           | Taboadela                       |
| 462,000           | Bifurcación ancho ibérico       |
| 462,061           | Doble vía ancho estándar        |
| 462,493           | Toperas ancho estándar          |
| 462,533           | Estación de Orense              |

### Tramo Orense-Santiago
| Punto kilométrico | P.K. futuro | Instalación                                          |
| 00,000            | 462,533     | Estación de Orense                                   |
| 01,041            | 463,574     | Bifurcación Coto da Torre (inicio vía doble)         |
| 14,965            | 477,498     | PCA Arroyo-Garabanes                                 |
| 28,845            | 491,378     | Base de Mantenimiento O Irixo AV                     |
| 43,229            | 505,762     | PCA Lalín (Futuro PAET)                              |
| 55,048            | 517,581     | PCA Río Deza                                         |
| 71,141            | 533,674     | PCA O Curro                                          |
| 85,041            | 547,574     | Bifurcación A Grandeira                              |
| 85,732            | 548,265     | Desvío B7 hacia Bifurcación Río Sar (PK 0,0 de L842) |
| 88,280            | 550,813     | Estación de Santiago de Compostela                   |

Fuente: Consigna A 2993 de ADIF

## Velocidades máximas autorizadas

### Olmedo-Zamora-Taboadela
| km inicio | km fin  | Longitud (km) | km/h |
| --------- | ------- | ------------- | ---- |
| 133,884   | 144,500 | 10,616        | 200  |
| 144,500   | 223,240 | 78,740        | 300  |
| 223,240   | 229,300 | 6,060         | 220  |
| 229,300   | 233,400 | 4,100         | 140  |
| 233,400   | 235,200 | 1,800         | 115  |
| 235,200   | 237,100 | 1,900         | 165  |
| 237,100   | 238,200 | 1,100         | 225  |
| 238,200   | 243,400 | 5,200         | 240  |
| 243,400   | 424,100 | 180,700       | 300  |
| 424,100   | 437,500 | 13,400        | 260  |
| 437,500   | 442,600 | 5,100         | 230  |
| 442,600   | 447,100 | 4,500         | 190  |

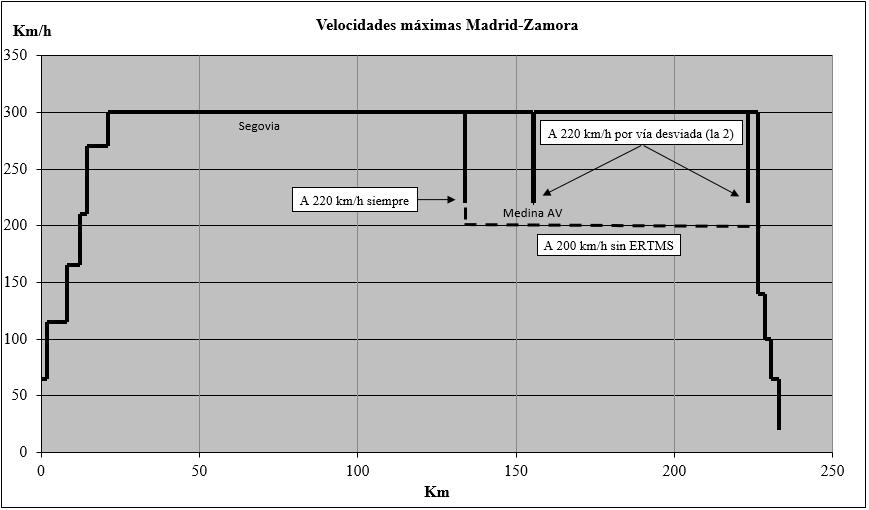
Esquema de velocidades máximas Madrid-Zamora

Fuente: Aviso 97 del 27/11/2015. ADIF

### Orense-Santiago de Compostela
| km inicio | km fin  | Longitud (km) | km/h |
| --------- | ------- | ------------- | ---- |
| 248,900   | 249,941 | 1,041         | 105  |
| 0,000     | 2,903   | 2,903         | 110  |
| 2,903     | 6,094   | 3,191         | 235  |
| 6,094     | 84,230  | 78,136        | 300  |
| 84,230    | 85,000  | 0,770         | 80   |
| 376,100   | 378,500 | 2,400         | 75   |

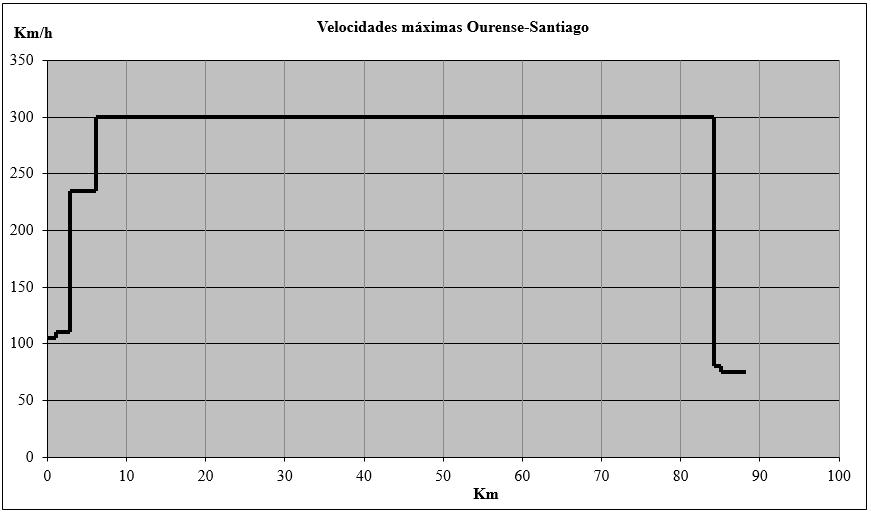
Esquema de velocidades máximas Orense-Santiago

Fuente: Cuadro de Velocidades Máximas. ADIF

## Tramos en obras

### Variante de Orense
| Tramo                                      | Kilómetros | Estado (fecha BOE)       |
| ------------------------------------------ | ---------- | ------------------------ |
| Taboadela - Túnel de Rante                 | 5,6        | En obras de Plataforma   |
| Túnel de Rante - Conexión Seixalbo         | 2,26       | En obras de Plataforma   |
| Conexión Seixalbo - Seixalbo               |            | Pendiente de licitación  |
| Seixalbo - Túnel de Montealegre            |            | En redacción de proyecto |
| Túnel de Montealegre - Orense              |            | En redacción de proyecto |
| Estación de Orense (Reforma playa de vías) |            | En obras                 |
| Orense - Coto da Torre                     | 1,0        | En obras de Plataforma   |

El tramo Orense-Coto da Torre es el tramo 0 de Orense-Santiago que no se hizo en su día, y que hoy en día se accede a la LAV utilizando durante un kilómetro la línea convencional 822.

## Tramos proyectados

### Orense-Pontevedra
| Tramo                               | Kilómetros | Estado (fecha BOE)                                                                   |
| ----------------------------------- | ---------- | ------------------------------------------------------------------------------------ |
| Variante de Cerdedo (O Irixo-Barro) | 53,7       | EI caducado, realización del estudio hidrogeológico para luego redactar un nuevo EI. |

## Anchos de vía
La línea de alta velocidad Olmedo-Zamora-Galicia está construida en ancho estándar (1.435 mm) desde Olmedo hasta Orense. Desde allí hasta Santiago de Compostela el ancho de vía actual es de Ancho ibérico (1.668 mm), aunque fue construida con traviesas polivalentes, que permitirán su conversión a ancho internacional en un futuro.